# Merodon telmateia
Merodon telmateia är en tvåvingeart som beskrevs av Hurkmans 1987. Merodon telmateia ingår i släktet narcissblomflugor, och familjen blomflugor.
Artens utbredningsområde är Turkiet. Inga underarter finns listade i Catalogue of Life.